# Прва прекоморска бригада НОВЈ
Прва прекоморска бригада НОВЈ формирана је 20. октобра 1943. године у Карбонари, Италија, од бивших југословенских интернираца и логораша. При формирању је имала 4 батаљона са 1886 бораца.

## Борбени пут бригаде
Бригада је од 16. новембра до 5. децембра 1943. године по ешелонима пребачена из Карбонаре у прихватни партизански логор код Гравине, а одатле савезничким бродовима по групама од 25. новембра до 7. децембра пребачена на острво Корчулу, а делови и на Хвар. Тада је већ имала око 2250 бораца, па је због гломазности, од делова који су пребачени на Хвар, формирана Друга прекоморска бригада НОВЈ, док су делови на Корчули образовали Прву прекоморску бригаду. Када су 750. пук немачке 118. дивизије и обалски ловачки батаљон „Бранденбург“, подржани артиљеријом и тенковима, извршили 22. децембра 1943. године десант с Пељешца на Корчулу, Прва прекоморска бригада је у садејству са Тринаестом далматинском бригадом пружала отпор до 24. децембра, а затим се повукла на Вис. У тим борбама имала је 300 погинулих, рањених и несталих бораца. На Вис је повучена и Друга прекоморска бригада, па су ноћу 3/4. јануара 1944. године обе упућене са Виса на Дуги оток, 7/8. јануара пребачене на копно у рејону Биограда, а одавде у Дрвар. Крајем јануара 1944. године, по наређењу Врховног штаба НОВ и ПОЈ, обе бригаде су расформиране, а њихово људство укључено у Прву и Шесту пролетерску дивизију.